# Episodi de I 7N (prima stagione)
La prima stagione de I 7N è in onda dal 7 luglio 2014 su Disney XD negli USA. In Italia è in onda dal 14 settembre 2014 su Disney Channel Italia e dal novembre dello stesso anno su Disney Junior Italia. Dall'11 maggio in Italia la serie diventa esclusivamente di Disney Junior non trasmettendo più episodi su Disney Channel. 
| n  | Titolo originale                                 | Titolo italiano                                                | Prima TV USA      | Prima TV Italia   |
| -- | ------------------------------------------------ | -------------------------------------------------------------- | ----------------- | ----------------- |
| 1  | The Long, Long Winter/Itsy Bitsy Spider Fighters | Il lungo, lungo inverno/I combattenti del ragno piccino picciò | 7 luglio 2014     | 26 ottobre 2014   |
| 2  | Sneezin' Season/The Delightful Diamond Mystery   | La stagione degli starnuti/Il mistero del Diamante Incantevole | 8 luglio 2014     | 14 settembre 2014 |
| 3  | Mirror, Mirror/The Big Bash                      | Specchio delle mie brame/Mammolo alla riscossa                 | 9 luglio 2014     | 21 settembre 2014 |
| 4  | Surprise/Welcome to the Neighborhood             | Sorpresa/Il benvenuto ai nostri vicini                         | 10 luglio 2014    | 2 novembre 2014   |
| 5  | Sir Yipsalot and the Goose/Starchy Takes a Break | Sir Abbaio e l'oca/Lord Burberoso si prende una pausa          | 11 luglio 2014    | 28 settembre 2014 |
| 6  | The Littlest Giants/Gnome Alone                  | I giganti minimerrimi/Pisolo solo-lo                           | 14 luglio 2014    | 5 ottobre 2014    |
| 7  | Sleepytime/Goldilocks and the 7D                 | L'ora del Pisolo/Riccioli d'oro e i 7N                         | 15 luglio 2014    | 19 ottobre 2014   |
| 8  | For the Love of Cheese/Let's Get Organ-ized      | Per amore del formaggio/Organi-zzazione                        | 21 luglio 2014    | 12 ottobre 2014   |
| 9  | Grandpa Grumpy & the Ogre/Fairest in the Land    | Nonno Brontolo e la caccia all'orco/La più bella del reame     | 22 luglio 2014    | 16 novembre 2014  |
| 10 | The 8th D/New Shoe                               | L'ottavo nano/La scarpa nuova                                  | 28 luglio 2014    | 22 novembre 2014  |
| 11 | Bathtub Bashful/Knick Knack Paddy Whack          | Cantando sotto la doccia/Il ninnolo della regina               | 4 agosto 2014     | 23 novembre 2014  |
| 12 | Grim the Dragon/Free Teensy                      | Gramo il drago/Lenticchia libero                               | 14 settembre 2014 | 24 gennaio 2015   |
| 13 | The Jollywood Jam/Hildy the Good                 | La jam session di Bosco Allegro/Ilda la buona                  | 21 settembre 2014 | 25 gennaio 2015   |
| 14 | Buckets/Frankengloom                             | Secchielli/Frankentorvo                                        | 12 ottobre 2014   | 31 gennaio 2015   |
| 15 | Uncle Humidor/Grim the Genius                    | Zio Umidoso/Gramo il genio                                     | 2 novembre 2014   | 1º febbraio 2015  |
| 16 | The Enchanted Shoes/Hildyrella                   | Le scarpe magiche/Ilderentola                                  | 16 novembre 2014  | 7 febbraio 2015   |
| 17 | Big Bad Sneezy/Cat on a Hot Grim Roof            | Il grosso e cattivo Eolo/Il gatto su un Gramo tetto che scotta | 30 novembre 2014  | 8 febbraio 2015   |
| 18 | Gingersnaps and Grumpy Snaps/Jolly Bells         | Pan di Zenzero e Brontolo/Le campane dell'allegria             | 2 dicembre 2014   | 15 novembre 2014  |
| 19 | The Very Important Thingy/Leaf It to Sneezy      | Un congegno molto importante/Soffiate fare a Eolo              | 13 gennaio 2015   | 11 maggio 2015    |
| 20 | 7 Frogs/Sir Yipsalot and the Mutt                | 7 rane/Sir Abbaio e il meticcio                                | 14 gennaio 2015   | 18 maggio 2015    |
| 21 | Finders Keepers/The Queen's Quest                | Trovato Accaparrato/L'avventura della regina                   | 16 gennaio 2015   | 25 maggio 2015    |
| 22 | Abraca-Dopey/Bing Bong Beans!                    | Abracada-Cucciolo/I jingle fagioletti                          | 20 gennaio 2015   | 6 settembre 2015  |
| 23 | Big Rock Candy Flim-Flam/Doing the 7D Dance      | Il grande cristallo di zucchero/Il ballo dei sette nani        | 21 gennaio 2015   | 6 settembre 2015  |
| 24 | Rock of Sages                                    | La pietra dei saggi                                            | 12 settembre 2015 | 6 settembre 2015  |

## Il lungo, lungo inverno/I combattenti del ragno piccino picciò

### Il lungo, lungo inverno
- Titolo originale: The Long, Long Winter
- Diretto da: Alfred Gimeno
- Scritto da: Paul Rugg

#### Trama
Jollywood Joe, il pollo che deve riportare la primavera, è sparito. La primavera sarebbe dovuta iniziare all'alba di stamattina, e se non inizia domani, l'inverno durerà per sempre. La Regina Incantevole chiama i sette nani e spiega loro tutto. I nani partono così verso la montagna, ma quando arrivano in cima, non trovano Jollywood Joe, e scoprono che i Torvi lo hanno rapito. Dotto usa così un rivelatore di scoiattoli modificato per trovare i polli e scappano con il pollo, congelato in un blocco di ghiaccio, mentre Brontolo, irritato dal vedere i Torvi sbaciucchiarsi come aveva detto la Regina Incantevole, li stordisce con un preparato per torte. Sfortunatamente, secondo la clessidra di Dotto, mancano pochi minuti all'alba, e i nani scendono giù dalla montagna con una slitta. I Torvi inseguono i nani, e dopo che Cucciolo scongela Jollywood Joe, una magia di Ilda distrugge la slitta in pezzi, separando il gruppo. Brontolo ed Eolo mettono fuori gioco i Torvi con delle palle di neve, e con pochi secondi all'alba, Cucciolo, che si trova assieme a Jollywood Joe, tira il freno, e il pollo riesce a tornare giusto in tempo per mettere fine all'inverno.

### I combattenti del ragno piccino picciò
- Titolo originale: Itsy Bitsy Spider Fighters
- Diretto da: Charles Visser
- Scritto da: Randy Rogel

#### Trama
I sette nani vengono chiamati dalla Regina Incantevole per sbarazzarsi di un piccolo ragno, che Eolo cattura e libera. I Torvi, credendo che la regina abbia paura dei ragni, usano un incantesimo per trasformare Gramo in un ragno. Si scopre però che Brontolo, Lord Burberoso e Gramo sono aracnofobici, e quest'ultimo viene scacciato dal ragnetto di prima.

## La stagione degli starnuti/Il mistero del Diamante Incantevole

### La stagione degli starnuti
- Titolo originale: Sneezin' Season
- Diretto da: Alfred Gimeno
- Scritto da: John McCann, Tom Ruegger e Sherri Stoner

#### Trama
I sette nani stanno raccogliendo delle bacche per la Regina Incantevole in modo che possa preparare delle crostatine per il Festival della Torta. Tuttavia, quando i Torvi si trasformano in alberi con la magia ed Eolo si avvicina a Brontolo, starnutisce con una forza tale che Brontolo finisce in Australia. Notando la potenza dello starnuto di prima, Dotto analizza Eolo per controllare la causa, ma quando i Torvi usano un altro travestimento per fare uno scherzo a Brontolo e tagliargli un pezzo di barba per preparare una pozione di controllo mentale, Eolo non riesce a trattenere un enorme starnuto, e Brontolo, dentro il canguro, finisce in Antartide. Credendo che Eolo sia diventato allergico alla barba di Brontolo, Dotto decide di tenerli separati finché non scopre la soluzione. Avendo saputo tutto da Dotto, Brontolo decide di passare la notte al castello, dato che nessuno lo vuole ospitare in casa. Il giorno dopo, durante la festa, i Torvi tagliano un pezzo di barba a Brontolo, che ha Bob lo scoiattolo sulla testa, ed Eolo emette un altro potente starnuto, così Dotto scopre che è particolarmente allergico allo scoiattolo. Dopo aver scoperto che i Torvi gli hanno tagliato un pezzo della barba, Brontolo usa lo scoiattolo per far starnutire Eolo e fare finire addosso a loro le crostatine, costringendoli alla ritirata. A causa dello scoiattolo, però, Eolo starnutisce ancora una volta, e Brontolo finisce per sorvolare l'orbita della Luna su una mucca.

### Il mistero del Diamante Incantevole
- Titolo originale: The Delightful Diamond Mystery
- Diretto da: Alfred Gimeno
- Scritto da: Randy Rogel e Sherri Stoner

## Specchio delle mie brame/Mammolo alla riscossa

### Specchio delle mie brame
- Titolo originale: Mirror, Mirror
- Diretto da: Charles Visser
- Scritto da: Randy Rogel

### Mammolo alla riscossa
- Titolo originale: The Big Bash
- Diretto da: Charles Visser
- Scritto da: Roger Eschbachner e Sherri Stoner

## Sorpresa/Il benvenuto ai nostri vicini

### Sorpresa
- Titolo originale: Surprise
- Diretto da: Alfred Gimeno
- Scritto da: Paul Rugg

### Il benvenuto ai nostri vicini
- Titolo originale: Welcome to the Neighborhood
- Diretto da: Charles Visser
- Scritto da: Deanna Oliver

## Sir Abbaio e l'oca/Lord Burberoso si prende una pausa

### Sir Abbaio e l'oca
- Titolo originale: Sir Yipsalot and the Goose
- Diretto da: Alfred Gimeno
- Scritto da: Deann Oliver

### Lord Burberoso si prende una pausa
- Titolo originale: Starchy Takes a Break
- Diretto da: Charles Visser
- Scritto da: Paul Rugg

## I giganti minimerrimi/Pisolo solo-lo

### I giganti minimerrimi
- Titolo originale: The Littlest Giants
- Diretto da: Alfred Gimeno
- Scritto da: Tom Ruegger

### Pisolo solo-lo
- Titolo originale: Gnome Alone
- Diretto da: Alfred Gimeno
- Scritto da: Sherri Stoner

#### Trama
I Torvi, con un travestimento, ingannano i nani facendo credere loro di aver vinto una vacanza, e approfittano di ciò per rubare il Rubino Reale, una gemma che i nani avevano trovato nella miniera capace di rendere il possessore re o regina se usato. Essendo ancora addormentato, Pisolo è l'unico a non essere venire ingannato, e con il suo sonnambulismo, crea loro dei problemi. Intanto, gli altri sei nani si rendono conto che Pisolo non c'è e scoppiano a piangere, dato che se uno di loro non è nel gruppo, diventano molto tristi, e decidono così di tornare a casa. Pisolo si sveglia e pensa di aver dormito troppo, e approfittando dell'occasione, i Torvi lo seguono nell'entrata segreta nella miniera. Quando gli altri nani tornano a casa, scoprono che il loro compagno non è neanche lì, e i cattivi sono entrati da lì per raggiungere la miniera. I Torvi rubano il rubino e prendono i tubi che conducono al castello, ma quando Gramo sta per usare la sua bacchetta magica, Pisolo riesce a prendere il rubino, e quando arrivano gli altri nani, scaccia i cattivi con un incantesimo, e tutti celebrano così in suo onore per aver salvato il regno.

## L'ora del Pisolo/Riccioli d'oro e i 7N

### L'ora del Pisolo
- Titolo originale: Sleepytime
- Diretto da: Charles Visser
- Scritto da: Deanna Oliver

#### Trama
I Torvi lanciano un incantesimo che fa addormentare profondamente tutti gli abitanti di Bosco Allegro. Solo Pisolo rimane sveglio, e raggiunge il castello della Regina Incantevole, scoprendo che anche Sir Abbaio è rimasto sveglio, dato che era troppo nervoso e impaziente. Andando al castello dei Torvi, scopre che deve raggiungere la cima di una montagna e urlare le parole magiche per spezzare l'incantesimo del sonno prima del tramonto, altrimenti sarà permanente, ricordando i consigli degli altri nani durante il tragitto. A un certo punto, i Torvi si rendono conto che Pisolo non è addormentato e lo spiano, così finge di addormentarsi per ingannarli. Verso il tramonto, dopo aver raggiunto la cima, Pisolo urla le parole magiche, svegliando tutti, e quella sera, riceve un trofeo e viene acclamato come un eroe per aver salvato il regno di Bosco Allegro dall'incantesimo del sonno, ma si addormenta lui stesso.

### Riccioli d'oro e i 7N
- Titolo originale: Goldilocks and the 7D
- Diretto da: Alfred Gimeno
- Scritto da: Randy Rogel, Tom Ruegger and Sherri Stoner

#### Trama
I tre orsi avvertono gli abitanti di Bosco Allegro della bambina Riccioli d'oro, ma vengono scacciati perché orsi, e vanno al castello. Riccioli d'oro si rifugia nella casetta dei sette nani e mangia la loro cena. Chiede a loro di farsi ospitare da loro per non venire beccata dagli orsi, e i nani accettano. Tuttavia, la bambina fa dormire i sette nani sul divano, cosa che causa a Pisolo una notte insonne perché gli altri nani eccetto Dotto e Cucciolo, impegnati a costruire una macchina a prova di orsi, russano e lo schiacciano, e la mattina dopo, rovina la collezione di fazzoletti di Eolo, cosa che lascia scontenti tutti e tre, ma Gongolo li convince a darle un'altra possibilità e dare tempo. Riccioli d'oro causa poi altri guai, facendo finire Dotto tra gli ingranaggi del suo stesso macchinario, prendendo il cappello di Mammolo e il fiore sulla maglietta di Cucciolo, poi vengono chiamati tutti dalla Regina Incantevole, e trovano i tre orsi a bere il tè, spiegando loro che non erano loro a intrufolarsi nelle case degli altri, ma una bambina. I nani tornano a casa, ma Riccioli d'oro, mentre suona la chitarra di Gongolo, finisce per spezzare le corde, poi la scaraventa via, rompendola. Questo è il punto di rottura per Gongolo, che sul punto di arrabbiarsi, concorda con gli altri nani sul fatto che Riccioli d'oro se ne debba andare, e lei scappa nella casa dei tre porcellini.

## Per amore del formaggio/Organi-zzazione

### Per amore del formaggio
- Titolo originale: For the Love of Cheese
- Diretto da: Alfred Gimeno
- Scritto da: Deanna Oliver

### Organi-zzazione
- Titolo originale: Let's Get Organ-ized
- Diretto da: Charles Visser
- Scritto da: Tom Reugger e Craig Shemin

## Nonno Brontolo e la caccia all'orco/La più bella del reame

### Nonno Brontolo e la caccia all'orco
- Titolo originale: Grandpa Grumpy & the Ogre
- Diretto da: Charles Visser
- Scritto da: Deanna Oliver

### La più bella del reame
- Titolo originale: Fairest in the Land
- Diretto da: Alfred Gimeno
- Scritto da: Shea Fontana

## L'ottavo nano/La scarpa nuova

### L'ottavo nano
- Titolo originale: The 8th D
- Diretto da: Jeff Gordon
- Scritto da: Deanna Oliver

### La scarpa nuova
- Titolo originale: New Shoe
- Diretto da: Jeff Gordon
- Scritto da: Paul Rugg

## Cantando sotto la doccia/Il ninnolo della regina

### Cantando sotto la doccia
- Titolo originale: Bathtub Bashful
- Diretto da: Alfred Gimeno
- Scritto da: Randy Rogel

#### Trama
La cantante Jenny Jollywood non può prendere parte al concerto di Jollypalooza perché ha una rana in gola, e il concerto rischia di venire cancellato. Così, mentre la Regina Incantevole fa jogging, sente Mammolo cantare, e scoprendo che è un bravissimo cantante, gli chiede di cantare per il concerto. Tuttavia, tutti scoprono che Mammolo sa cantare bene solo quando è sotto la doccia, altrimenti diventa così nervoso che canta in modo stonato. Lord Burberoso cerca di ritardare l'atto principale, mentre Dotto e gli altri nani cercano di aiutare Mammolo a superare la sua timidezza, al punto da portare la doccia. Durante il suo atto, Mammolo canta alla grande, e la sua esibizione viene molto apprezzata dalle ragazze, compresa la Regina, così esce fuori e canta davanti a tutto il pubblico.

### Il ninnolo della regina
- Titolo originale: Knick Knack Paddy Whack
- Diretto da: Charles Visser
- Scritto da: Roger Eschbacher, Deanna Oliver, Sherri Stoner

## Pan di Zenzero e Brontolo/Le campane dell'allegria

### Pan di Zenzero e Brontolo
- Titolo originale: Gingersnaps and Grumpy Snaps[1]
- Diretto da: Alfred Gimeno
- Scritto da: Cooper Sweeney

### Le campane dell'allegria
- Titolo originale: Jolly Bells[1]
- Diretto da: Charles Visser
- Scritto da: Deanna Oliver, Sherri Stoner

## Gramo il drago/Lenticchia libero

### Gramo il drago
- Titolo originale: Grim the Dragon
- Diretto da: Charles Visser
- Scritto da: Shea Fontana

### Lenticchia libero
- Titolo originale: Free Tensy
- Diretto da: Jeff Gordon
- Scritto da: Charles M. Howell IV, Sherri Stoner

## La jam session di Bosco Allegro/Ilda la buona

### La jam session di Bosco Allegro
- Titolo originale: The Jollywood Jam
- Diretto da: Charles Visser
- Scritto da: Sherri Stoner, Shea Fontana

### Ilda la buona
- Titolo originale: Hildy the Good
- Diretto da: Jeff Gordon
- Scritto da: Shea Fontana

## Secchielli/Frankerntorvo

### Secchielli
- Titolo originale: Buckets
- Diretto da: Jeff Gordon
- Scritto da: Deanna Oliver, Randy Rogel

### Frankentorvo
- Titolo originale: Frankengloom
- Diretto da: Mr. Warburton
- Scritto da: Sherri Stoner

## Zio Umidoso/Gramo il genio

### Zio Umidoso
- Titolo originale: Uncle Humidor
- Diretto da: Charles Visser
- Scritto da: Paul Rugg

### Gramo il genio
- Titolo originale: Grim the Genius
- Diretto da: Jeff Gordon
- Scritto da: Randy Rogel

## Le scarpe magiche/Ilderentola

### Le scarpe magiche
- Titolo originale: The Enchanted Shoes
- Diretto da: Alfred Gimeno
- Scritto da: Roger Eschbacher

### Ilderentola
- Titolo originale: Hildyerella
- Diretto da: Jeff Gordon
- Scritto da: Deanna Oliver, Shea Fontana

## Il grosso e cattivo Eolo/Il gatto su un Gramo tetto che scotta

### Il grosso e cattivo Eolo
- Titolo originale: Big Bad Sneezy
- Diretto da: Alfred Gimeno, Mr. Warburton
- Scritto da: Shea Fontana, Randy Rogel

#### Trama
A causa della stagione delle allergie, Eolo emette starnuti più potenti della media. Tutti gli abitanti vanno nel panico, e uno starnuto finisce per scaraventare Brontolo lungo tutto il sistema solare e distruggere diversi edifici. Eolo decide di tornare nella casa che condivide con gli altri nani, ma un altro starnuto finisce per distruggerla, così, triste e pieno di sensi di colpa per i guai che ha causato, scappa di casa per evitare che i suoi starnuti peggiorino le cose per i suoi compagni, lasciando alla porta rotta una lettera. Il lupo cattivo, stanco di soffiare via le case dei porcellini, lo incontra e lo assume per prendere il suo posto in quel lavoro dopo essere stato spazzato via da un suo starnuto. I nani tornano a casa e Mammolo trova la lettera di Eolo, così tutti decidono di andare a cercarlo. Eolo abbatte diverse case con i suoi starnuti, ma quando gli altri sei nani lo trovano, scopre che il lupo cattivo lo ha ingannato: voleva usarlo per derubare i proprietari delle case distrutte, e la prossima vittima è Cappuccetto Rosso. Per ingannare il lupo, travestito come la nonna di Cappuccetto Rosso, Eolo si traveste nella ragazza, e con gli altri nani che escono dal cestino e reggono il letto, lo scaraventa via con un devastante starnuto che lo rimanda all'era preistorica, poi usa altri starnuti per aggiustare le case che ha distrutto.

### Il gatto su un Gramo tetto che scotta
- Titolo originale: Cat on a Hot Grim Roof
- Diretto da: Jeff Gordon
- Scritto da: Deanna Oliver, Sherri Stoner